# Aleix Rengel Meca
Aleix Rengel Meca (Cataluña, 1980) es un actor español, conocido por haber interpretado el papel de Gerardo en la telenovela El secreto de Puente Viejo y el papel de David Expósito en la telenovela Acacias 38.

## Biografía
Aleix Rengel Meca nació en 1988 en Cataluña (España), y además de actuar también se dedica al teatro.

## Carrera
Aleix Rengel Meca se inició en la actuación teatral con varios trabajos como Contra el espejo, Apreciada Yelena Sergeevna, Bent, Caricias, La ratonera, El si, Un bosc de paraulas, El mercader de Venancia, Enfermedad de Juventud, Cartas, George sand y Muerte en el Nilo. En 2004 debutó en el cine con el papel de David Peris en la película Joves dirigida por Carles Torras y Ramon Térmens. Al año siguiente, en 2005, interpreta el papel de Jordi en la serie Ventdelplà. De 2005 a 2008 participó en el programa de televisión El club.
De 2005 a 2009 interpretó el papel de David Peris en la serie El cor de la ciutat. En los mismos años participó en el programa de televisión Tvist. En 2007 interpretó el papel de Miguel en la serie Hospital Central. En el mismo año interpretó el papel de Raúl en la película para televisión Adrenalina dirigida por Ricard Figueras y Joseph Richard Johnson Camí. En 2008 protagonizó la serie Guante blanco. Ese mismo año participó en el programa de televisión Toni Rovira y tú. En 2009 se unió al elenco de la miniserie El Bloke. Coslada cero, como Luis. En el mismo año participó en el programa de televisión Banda sonora.
En 2011 interpretó el papel de Gerardo en la telenovela de Antena 3 El secreto de Puente Viejo. En el mismo año interpretó el papel de Dani en la película Katmandú, un espejo en el cielo dirigida por Icíar Bollaín. En 2012 interpretó el papel de Marc en el cortometraje Crece dirigido por Laura Calavia Safont. En 2020 se incorpora al reparto de la película Terra de telers dirigida por Joan Frank Charansonnet y donde desempeñó el papel de Jordi. Al año siguiente, en 2021, es elegido por TVE para interpretar el papel de David Expósito en la telenovela emitida en La 1 Acacias 38 y donde actuó junto a actores como Roser Tapias, Clara Garrido y Carlos de Austria.

## Filmografía

### Cine
| Año  | Título                          | Personaje   | Director                      |
| ---- | ------------------------------- | ----------- | ----------------------------- |
| 2004 | Joves                           | David Peris | Carles Torras y Ramon Térmens |
| 2011 | Katmandú, un espejo en el cielo | Dani        | Icíar Bollaín                 |
| 2020 | Terra de telers                 | Jordi       | Joan Frank Charansonnet       |

### Televisión
| Año       | Título                     | Personaje       | Notas                                                                             |
| --------- | -------------------------- | --------------- | --------------------------------------------------------------------------------- |
| 2005      | Ventdelplà                 | Jordi           | 21 episodios                                                                      |
| 2005-2009 | El cor de la ciutat        | David Peris     | 55 episodios                                                                      |
| 2007      | Hospital Central           | Miguel          | 6 episodios                                                                       |
| 2007      | Adrenalina                 | Raúl            | Película de televisión dirigida por Ricard Figueras y Joseph Richard Johnson Camí |
| 2009      | Guante blanco              | Interrogador    | 8 episodios                                                                       |
| 2009      | El Bloke. Coslada cero     | Luis            | 2 episodios                                                                       |
| 2011      | El secreto de Puente Viejo | Gerardo Bastida | 43 episodios                                                                      |
| 2021      | Acacias 38                 | David Expósito  | 70 episodios                                                                      |

### Cortometrajes
| Año  | Título | Personaje | Director             |
| ---- | ------ | --------- | -------------------- |
| 2012 | Crece  | Marc      | Laura Calavia Safont |

## Teatro
| Título                     | Autor                  | Director     |
| -------------------------- | ---------------------- | ------------ |
| Contra el espejo           | Damián Ruiz            |              |
| Apreciada Yelena Sergeevna | Llyudmila Razumovskaya |              |
| Bent                       | Martin Sherman         |              |
| Caricias                   | Sergi Belbel           |              |
| La ratonera                | Agatha Christie        |              |
| El si                      | Ricard Ventura         |              |
| Un boscde paraulas         | Miquel Martí Pol       |              |
| El mercader de Venancia    | William Shakespeare    |              |
| Enfermedad de Juventud     | Ferdinand Bruckner     |              |
| Cartas a George sand       | Fryderyk Chopin        |              |
| Muerte en el Nilo          | Agatha Christie        | Victor Conde |

## Programas de televisión
| Año       | Título              | Notas                   |
| --------- | ------------------- | ----------------------- |
| 2005      | La nit del cor      | Especial de TV          |
| 2005      | En directe          | Especial de TV          |
| 2005      | La Marató 2005      | Especial de TV          |
| 2005      | Cap d'any a TV3     | Especial de TV          |
| 2005-2008 | El club             | Programas de televisión |
| 2005-2009 | Tvist               | Programas de televisión |
| 2006      | La nit del cor 2006 | Especial de TV          |
| 2006      | La Marató 2006      | Especial de TV          |
| 2007      | La nit del cor 2007 | Especial de TV          |
| 2008      | Toni Rovira y tú    | Programas de televisión |
| 2009      | Banda sonora        | Programas de televisión |

## Premios y reconocimientos
Festival Internacional de San Petersburgo
| Año  | Categoría   | Resultado |
| ---- | ----------- | --------- |
| 2008 | Mejor actor | Ganador   |

Festival Internacional de teatro de Montreal
| Año  | Categoría   | Resultado |
| ---- | ----------- | --------- |
| 2008 | Mejor actor | Ganador   |